# Microporus testudinatus
Microporus testudinatus är en insektsart som beskrevs av Philip Reese Uhler 1876. Microporus testudinatus ingår i släktet Microporus och familjen taggbeningar. Inga underarter finns listade i Catalogue of Life.